# CineMerit Award

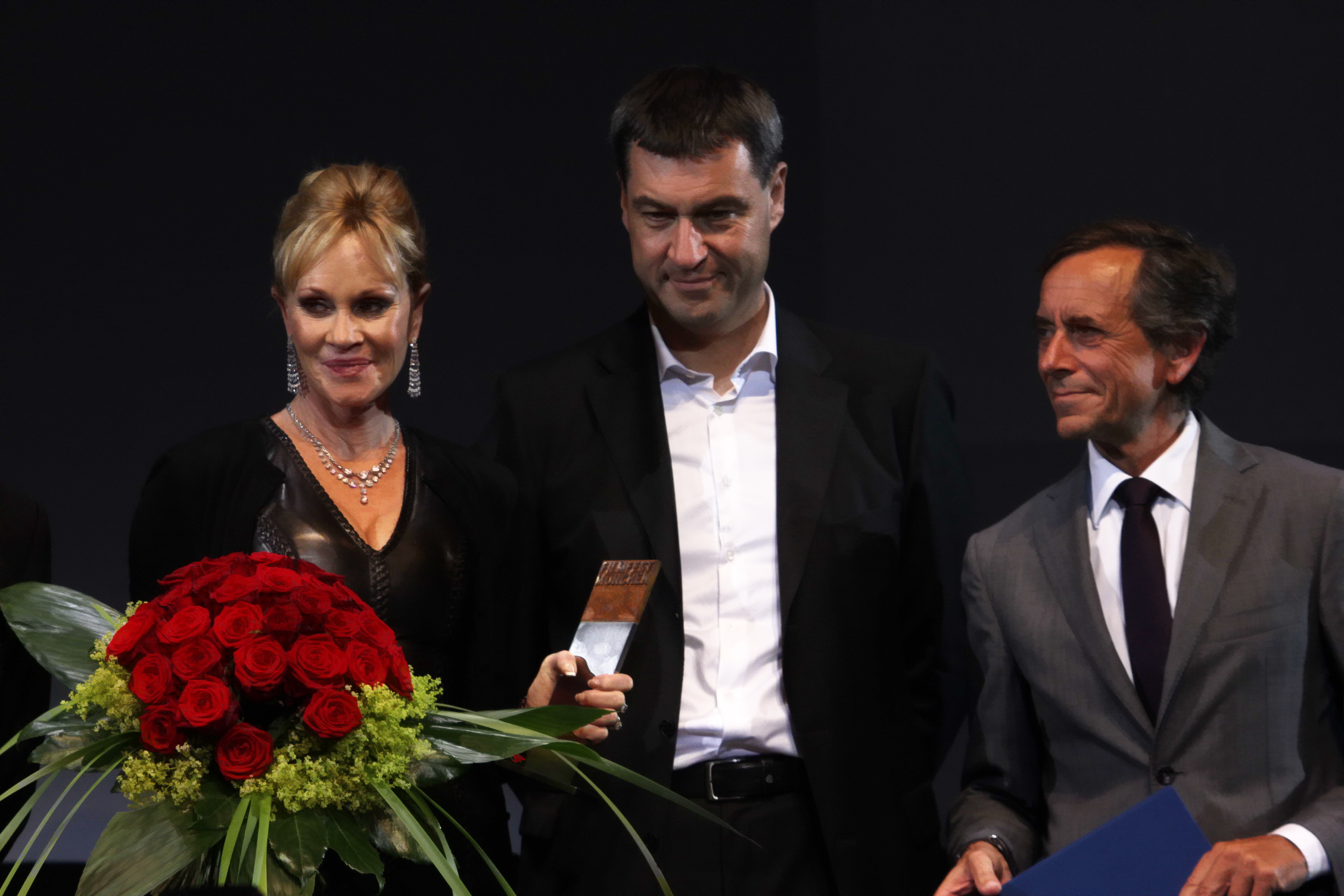
Melanie Griffith erhält den Preis 2012 von Markus Söder

Der CineMerit Award ist ein Filmpreis, der jedes Jahr in München verliehen wird.
Das Filmfest München vergibt diese Auszeichnung seit dem Jahr 1997 an Filmschaffende um ihre Leistungen im Filmbereich zu würdigen.
Die ursprüngliche Statue wurde von der Bildhauerin Gabriela von Habsburg entworfen. Seit 2008 wurde das von dem Ulmer Künstler Felix Burgel entworfene Preissymbol überreicht.
Ab 2024 handelt es sich dabei um die sogenannte „CineWaves“-Trophäe: Eine rohrförmige und seitlich geöffnetes Silberobjekt. Diese wurde nach einer Idee einer Kreativagentur gestaltet und vom ZZAK Kollektiv bestehend aus jungen Münchner Gold- und Silberschmieden hergestellt.

## Preisträger
- 1997: Susan Sarandon, Schauspielerin; Jules Dassin, Regisseur, Schauspieler, Autor
- 1998: Eric Pleskow, Produzent; Francesco Rosi, Regisseur
- 1999: Marin Karmitz, Produzent
- 2000: Miloš Forman, Regisseur
- 2001: Jacqueline Bisset, Schauspielerin; Manoel de Oliveira, Regisseur
- 2002: Barbara Hershey, Schauspielerin
- 2003: Geraldine Chaplin, Schauspielerin
- 2004: Alan Parker, Regisseur
- 2005: Mario Adorf, Schauspieler
- 2006: Barry Levinson, Regisseur
- 2007: William Friedkin, Regisseur, Autor, Produzent; Kevin Kline, Schauspieler
- 2008: Julie Christie, Schauspielerin
- 2009: Michael Haneke, Regisseur
- 2010: Abbas Kiarostami, Regisseur; Mads Mikkelsen, Schauspieler
- 2011: Otar Iosseliani, Regisseur; John Malkovich, Schauspieler
- 2012: Melanie Griffith, Schauspielerin
- 2013: Michael Caine, Schauspieler
- 2014: Isabelle Huppert, Schauspielerin; Udo Kier, Schauspielerin
- 2015: Rupert Everett, Schauspieler; Jean-Jacques Annaud, Regisseur
- 2016: Ellen Burstyn, Schauspielerin
- 2017: Bryan Cranston, Schauspieler
- 2018: Emma Thompson, Schauspielerin[2]; Terry Gilliam, Filmregisseur, Drehbuchautor und Schauspieler
- 2019: Ralph Fiennes, Schauspieler und Regisseur[3]; Antonio Banderas, Schauspieler[4]
- 2021: Senta Berger, Schauspielerin, Robin Wright, Schauspielerin[5]
- 2022: Alba Rohrwacher, Schauspielerin[6]
- 2023: Barbara Sukowa, Schauspielerin
- 2024: Jessica Lange, Schauspielerin,[7] Kate Winslet, Schauspielerin[8]
- 2025: Gillian Anderson, Schauspielerin,[9] Stellan Skarsgård, Schauspieler[10]